# The Ant Bully
The Ant Bully (bra: Lucas, um Intruso no Formigueiro; prt: O Rapaz Formiga) é um filme estadunidense da Warner Bros. de 2006, produzido por Tom Hanks e dirigido por John A. Davis.

## Sinopse
Lucas é um garoto que não tem amigos, é desprezado pela família, e é sempre gozado por grupos de meninos que se acham "valentões",  só por ele ser pequeno. Lucas leva toda sua raiva atacando um formigueiro arriscando a vida das formigas com sua pistola de água que fica no jardim da casa onde mora. Numa noite, uma formiga macho chamada Zoc invade o quarto onde Lucas está dormindo e derrama uma poção criada por ele em seu ouvido, reduzindo seu tamanho, e o leva para o formigueiro, para assim ensinar uma lição.

## Vozes

### Originais
- Julia Roberts .... Hova
- Nicolas Cage .... Zoc
- Meryl Streep .... Rainha
- Paul Giamatti ....Stan Beals
- Regina King .... Kreela
- Larry Miller .... Pai do Lucas
- Zach Tyler Eisen.... Lucas Nickle
- Lily Tomlin .... Vovó Momo
- Cheri Oteri .... Mãe do Lucas
- Allison Mack .... Tifanny Nickle
- Ricardo Montalban .... Chefe do Conselho
- Bruce Campbell .... Fulgas
- Myles Jeffrey .... Steve
- Jake T. Austin .... Nicky
- Rob Paulsen .... Besouro
- S. Scott Bullock .... Vespa/Vaga-Lume
- Mark DeCarlo .... Mosca

## Recepção
O público pesquisado pelo CinemaScore deu ao filme uma nota "A-" na escala de A a F.
No consenso do agregador de críticas Rotten Tomatoes diz: "Às vezes inventivo e espirituoso, esta aventura animada em um mundo do tamanho de uma formiga é uma diversão agradável." Na pontuação onde a equipe do site categoriza as opiniões da grande mídia e da mídia independente apenas como positivas ou negativas, o filme tem um índice de aprovação de 62% calculado com base em 118 comentários dos críticos. Por comparação, com as mesmas opiniões sendo calculadas usando uma média aritmética ponderada, a nota alcançada é 6,2/10.
Em outro agregador, o Metacritic, que calcula as notas das opiniões usando somente uma média aritmética ponderada de determinados veículos de comunicação em maior parte da grande mídia, tem uma pontuação de 56/100, alcançada com base em 26 avaliações da imprensa anexadas no site, com a indicação de "revisões mistas ou neutras".